# Isobutano
L'isobutano (nome IUPAC 2-metilpropano), è il più semplice alcano che contiene un carbonio terziario. Come fluido refrigerante, la molecola è identificata con la sigla R-600a secondo il sistema di nomenclatura ASHRAE dei refrigeranti.
Si ottiene per distillazione frazionata dal petrolio e dal gas naturale. Viene prodotto a partire dal n-butano, attraverso processi di isomerizzazione che solitamente impiegano acidi di Lewis come catalizzatori.
A temperatura e pressione ambiente è un gas incolore e inodore, molto facile da liquefare.

## Nomenclatura
Secondo la nomenclatura sistematica il nome completo è 2-metilpropano ma l'indice di posizione (2-) è superfluo poiché sostituire un gruppo metilico agli estremi della catena principale allungherebbe la stessa. È un isomero del n-butano, si differenzia da esso perché la catena di atomi di carbonio che costituisce la sua molecola è ramificata e non lineare.

## Usi
Trova impiego come fluido refrigerante e propellente in sostituzione dei freon vietati, ma il suo principale utilizzo industriale è la produzione di prodotti chimici di base come l'ossido di propilene.
In miscela con il n-butano, viene usato come carburante per automobili e come combustibile, sia per usi domestici sia industriali, nonché per alimentare fornelli e lampade da campeggio.
Viene anche utilizzato come diluente per la produzione del polietilene ad alta densità.